# 三倉 (静岡県森町)
三倉（みくら）は、静岡県周智郡森町の大字である。本項では1889年（明治22年）の町村制施行時に同区域に存在した三倉村（みくらむら）についても記す。

## 地理
森町の北半分を占める。三倉川およびその源流である大府川、中村川の沿岸にあたる。南で葛布・西俣・鍛冶島・亀久保、東で嵯塚および島田市川根町家山、西で浜松市天竜区横川・春野町領家・春野町堀之内・春野町胡桃平・春野町花島と隣接する。静岡県道58号袋井春野線が縦貫、静岡県道63号藤枝天竜線が横断する。1875年に13村が合併して成立した三倉村の村域を引き継いでいるため、周辺の大字に比べて面積が広い。

### 河川
- 三倉川
- 大府川
- 中村川

### 山岳
- 高塚山
- 菰張山
- 大日山
- 白山
- 春埜山（山頂は浜松市天竜区）

## 歴史

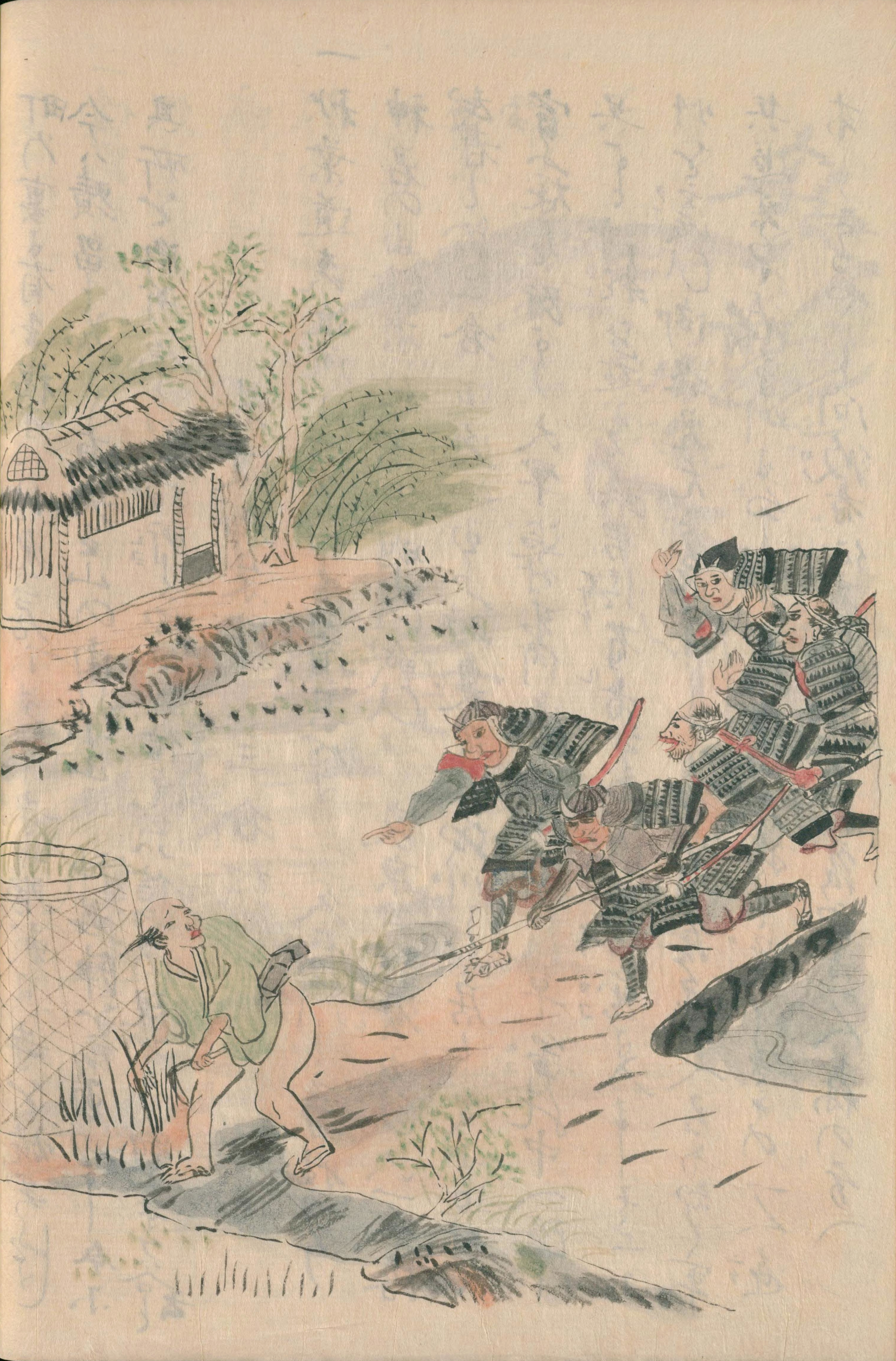
見渡し御朱印の伝承を描いた江戸時代の彩色画（「見渡シ御朱印」藤長庚編集『遠江古蹟圖會』1803年。国立国会図書館蔵）。遠江国豊田郡三倉村の久右衞門は敗走する徳川家康一行を助けた

- 「旧高旧領取調帳」[4]の記載によると、明治初年時点で豊田郡に所属し、現在の大字三倉地内に大河内村・中野村・乙丸村・田能村・大久保村・船場村・中村・西ヶ嶺村・曲尾村・黒田村・大府川村・上野平村・木根棚指村の13村が存在し、いずれも幕府領であった。
- 1868年（慶応4年）5月24日 - 徳川宗家が駿河府中藩に転封。それにともない遠江国内で領地替えが行われ、幕府領が消滅。府中藩の管轄となる。
- 1869年（明治2年）8月7日 - 府中藩が静岡藩に改称。
- 1871年（明治4年）
  - 7月14日 - 廃藩置県により静岡県の管轄となる。
  - 11月15日 - 第1次府県統合により浜松県の管轄となる。
- 1876年（明治9年）8月21日 - 第2次府県統合により静岡県の管轄となる。
- 1875年（明治8年） - 13村が合併して三倉村となる。
- 1879年（明治12年） - 所属郡が周智郡に変更。
- 1889年（明治22年）4月1日 - 町村制施行により三倉村が単独で自治体を形成し、周智郡三倉村が発足。
- 1956年（昭和31年）9月30日 - 森町に編入。同日三倉村廃止。大字三倉となる。

## 世帯数と人口
2015年（平成27年）10月1日現在の世帯数と人口は以下の通りである。
| 大字 | 世帯数  | 人口  |
| ---- | ------- | ----- |
| 三倉 | 299世帯 | 801人 |

## 交通

### バス
秋葉バスサービス
- 秋葉線
  - 袋井駅前 - 可睡斎入口 - 山梨 - 戸綿 - 遠州森町 - 三倉 - 天竜高校春野校舎 - 浜松市春野支所 - 気多

森町営バス
- 大河内線
  - 森林組合前 - 三倉 - 上野平 - 大河内 - 下島

### 道路
- 静岡県道58号袋井春野線
- 静岡県道63号藤枝天竜線
- 静岡県道399号大河内森線

## 施設
- 森町立三倉小学校 - 2021年（令和3年）3月31日をもって閉校。森町立天方小学校とともに森町立森小学校に統合。
- 森町三倉総合センター
- 三倉郵便局
- 三倉大河内簡易郵便局
- 神明神社
- 白鬚神社
- 八坂神社
- 長月寺
- 蔵泉寺

## その他

### 日本郵便
- 郵便番号 : 437-0208[2]（集配局：森町郵便局[5]）。